# Jolin Tsai
Jolin Tsai, tajvanska pop kantavtorica, * 16. avgust 1980, New Taipej, Tajvan.

## Diskografija
- 1019 (1999)
- Don't Stop (2000)
- Show Your Love (2000)
- Lucky Number (2001)
- Magic (2003)
- Castle (2004)
- J-Game (2005)
- Dancing Diva (2006)
- Agent J (2007)
- Butterfly (2009)
- Myself (2010)
- Muse (2012)
- Play (2014)

## Turneje
- J1 World Tour (2004-2006)
- Dancing Forever World Tour (2006-2009)
- Myself World Tour (2010-2013)
- Play World Tour (2015-2016)